# 포항 보경사 비로자나불도
포항 보경사 비로자나불도(浦港 寶鏡寺 毘盧遮那佛圖)는 경상북도 포항시 보경사에 있는, 1742년(영조 18)에 왕실의 안녕을 기원하며 그린 작품이다. 2018년 6월 26일 대한민국의 보물 지정 예고를 거쳐, 2018년 8월 21일 대한민국의 보물 제1996호로 지정되었다.

## 보물 지정사유
'포항 보경사 비로자나불도'는 1742년(영조 18) 뇌현(雷現), 밀기(密機), 석잠(碩岑) 등 조선 후기 경북지역에서 활동한 세 명의 불화승이 왕실의 안녕을 기원하며 그린 작품이다. 높이와 좌우 폭 모두 3미터에 가까운 대형 삼베 바탕에 붉은 안료를 칠한 뒤 인물과 의복 등을 백색 안료로 그린 선묘 불화(線描佛畫)이다. 비단 바탕에 금니(金泥)로 그린 금니선묘불화는 고려 후기에 등장했으나, 삼베에 그린 선묘불화는 조선 16세기에 이르러서야 확인할 수 있다. 특히 왕실의 금선묘(金線描) 불화 에 비해 민중불화의 일종인 삼베 바탕 선묘불화는 18세기에도 지속적으로 제작되었으며, 그 중 포항 보경사 비로자나불도'가 대표적 작품이다.
비로자나불을 중심으로 그 주위를 문수․보현보살과 사천왕상 등 권속(眷屬)들이 둥글게 에워싼 원형 구도로서, 이렇듯 비로자나불을 단독의 주존불(主尊佛)로 배치한 불화 중에는 이 작품이 가장 이른 시기에 속한다. 붉은 바탕과 백색의 선묘, 섬세한 필선과 적재적소에 배치된 장식 문양 등이 어우러져 시각적인 오묘함과 조화로움이 돋보이며, 보존 상태가 양호하고 제작 시기와 제작자가 뚜렷하여 조선 후기 비로자나불 도상 및 선묘불화 연구를 위한 귀중한 작품으로 평가되고 있다.

## 참고 자료
- 포항 보경사 비로자나불도 - 국가유산청 국가유산포털